# Microserica nuda
Microserica nuda är en skalbaggsart som beskrevs av Ahrens 2003. Microserica nuda ingår i släktet Microserica och familjen Melolonthidae. Inga underarter finns listade i Catalogue of Life.